# Sebastián de Castañeda
Fray Sebastián de Castañeda, O.de M. (* um 1505 möglicherweise in Segovia; † wohl vor 1570 möglicherweise in Huamanga; fälschlicherweise auch: Pedro de Trujillo y Castañeda) war einer der ersten spanischen Ordensgeistlichen, die im Zuge der Eroberungskriege des 16. Jahrhunderts in den Andenraum gelangten. Ihm wird die Gründung des mercedarischen Konventes in Cusco und der Ordensniederlassung in Huamanga zugeschrieben. Im 17. Jahrhundert bezeichneten Chronisten seines Ordens den Mönch als Beichtvater des Eroberers Francisco Pizarro und versahen ihn mit dem Namenszusatz „de Trujillo“ (des Heimatortes der Pizarros).

## Leben
Der Mercedariermönch de Castañeda wurde nach eigener Aussage als Jugendlicher Zeuge des Aufstandes der Comuneros in Segovia (1520–1522), der Heimatstadt Pedrarias Dávilas, der ab 1514 Gouverneur von Castilla de Oro (Nicaragua, Costa Rica, Panama und Nordkolumbien) wurde. Auch er gelangte nach Amerika und hielt sich bereits um 1524 in Panama auf. Ob es eine familiäre Verbindung zum Lizentiaten Francisco de Castañeda gab, der nach dem Tod Pedrarias Dávilas zum Gouverneur und Verwalter der Provinz Nicaragua wurde, ist nicht bekannt.
Nach Peru gelangte er um oder vor 1536, wo er sich Zeugenaussagen zufolge als einziger Mönch in der von den Inka belagerten Stadt Cusco aufhielt, und zwar im „Haus der Mercedarier“.
Im März 1537 brachte er mehrere Partien Silber zur Münzpräge der umkämpften Stadt.
Im April hielt Diego de Almagro nach Kämpfen und Verhandlungen mit den Inka Einzug in die Stadt, deren Regierung er nun beanspruchte. Nachdem ein Schiedsspruch des Oberen der Mercedarier in Amerika, Fray Francisco de Bobadilla, abgelehnt worden war, kam es zu Kämpfen zwischen Pizarristen und Almagristen, die mit der Niederlage Almagros in der Schlacht von Las Salinas (bei Cusco) im April 1538 und seiner Hinrichtung endeten. In Cusco war schon zuvor, spätestens seit Februar 1538, Fray Juan de Vargas der Leiter und Verwalter des mercedarischen Konventes.
De Castañeda wurde zum Comendador (Komtur, entspricht Prior, Abt) des 1539 gegründeten Konventes von Huamanga. Die Stadt wurde 1539 zunächst aus der indigenen Siedlung Quinua gegründet, 1540 dann umgesiedelt. Dort erlebte der Mönch die Wirren des Bürgerkrieges, bei dem die an der Hauptverkehrsroute von Lima nach Cusco und Sucre gelegene Stadt von Truppen und Flüchtlingen beider Parteien aufgesucht wurde. Zeugen zufolge beherbergten und berieten die Mercedarier dieses Konventes die königstreuen Kämpfer und gaben ihnen ihre Gelder und Wertgegenstände, damit diese nicht in die Hände der Aufständischen fallen sollten.
De Castañeda lebte diesen Aussagen zufolge „lange Jahre“ in Huamanga. Da es dort zunächst keine Weltgeistlichen gab, betreute er die Bevölkerung seelsorgerisch und betrieb auch die Evangelisierung der Indigenen der Umgebung. Es ist nicht bekannt, wie lange er dem Konvent in Huamanga vorstand und ob er in der Stadt starb oder möglicherweise nach Spanien in ein anderes Kloster übersiedelte.

## Nachruhm und Legendenbildung
- In seiner bereits 1553 erschienenen Chronik bezeichnet Cieza de León „Fray Sebastián“ als Gründer der mercedarischen Konvente in Cusco und Huamanga.[9]
- Der mercedarische Chronist Fray Martín de Murúa erwähnt in seiner Historia y Genealogía de los Reyes Inca del Peru (1590) „sechs Ordensangehörige“, die zur „Eroberung geschickt wurden“, nennt aber keine Namen oder Details.[10]
- Dem ersten offiziell berufenen Chronisten der Mercedarier, Fray Alonso Remón, zufolge hatte der Eroberer Francisco Pizarro in Spanien neben den Patenten des Königs auch eine Lizenz des mercedarischen Generals erlangt, um eine Reihe Mercedariermönche mit zu seinem dritten und schließlich erfolgreichen Vorstoß in den Andenraum zu nehmen. Unter diesen sei auch „fray Sebastian de Truxillo y Castañeda“ gewesen, den Pizarro sich zum Beichtvater erwählt habe. Er und die anderen seien jedoch zunächst in Panama geblieben und erst bei der Belagerung Cuscos zur Hilfe geeilt.[11]
- Remóns Nachfolger Fray Gabriel Téllez (bekannt als Dramatiker unter dem Pseudonym Tirso de Molina)[12] folgte dessen Darstellung.
- Auch der peruanische Mönch Fray Pedro Ruiz Naharro folgt Remóns Version.[13]
- Chronist Marcos Salmerón erwähnt das Patent, nennt aber Fray Sebastians Namen nicht.[14]
- Felipe Colombo bezeichnet „Sebastian de Truxillo“ als einen der beiden ersten Prediger des Evangeliums in der Region; er sei ein Vetter des Eroberers Pizarro gewesen.[15]
- In einem Ordenshandbuch von 1992 heißt es, Sebastián de Castañeda habe 1534 das Konvent in Cusco gegründet.[16]

### Bewertung
Als im 17. Jahrhundert die Chronisten der verschiedenen Orden es unternahmen, die Expansion ihrer Kongregationen nach Amerika zu rekonstruieren, galt ihre Aufmerksamkeit besonders der möglichst frühen Ankunft der Mönche in der jeweiligen Region, ihrem Verhältnis zu den konkurrierenden Eroberern und ihrer Loyalität zur Krone. Für eine Verwandtschaft de Castañedas mit den Pizarros gibt es ebenso wenig zeitgenössische Belege wie für die Möglichkeit, dass er nach 1524 noch einmal nach Spanien reiste, um dann von dort 1529 mit Pizarro gen Peru aufzubrechen. In Spanien stritten zu diesem Zeitpunkt der General des Mercedarierordens und die kastilische Ordensprovinz um die Zuständigkeit für die Expansion des Ordens nach und in Amerika. Der Historiker Muñoz hielt das Patent des Generals für Pizarro für eine Fälschung.